# Sidikou Karimou
Sidikou Karimou, né le 25 mars 1979  à Parakou, est un handballeur, manager sportif et homme d'affaires béninois. président directeur général du label de production Blue Diamond, il est élu président de la fédération béninoise du handball en septembre 2021.

## Biographie

### Origines et Formation
Sidikou Karimou nait à Parakou le 25 mars 1979. Il obtient un master en Gestion d’Unité Stratégique à la Haute École de Gestion et de Commerce de Paris.

### Carrière sportive
Handbaleur, Sidikou Karimou a joué au poste d'ailier des ''Flowers Hbc'' de Charles Toko et de '' Espoir Hhc'' de Parakou de 1993 à 1998 avant rejoindre la  sélection nationale senior de 2000 à 2004. Joueur, il a été sept (7) fois champion du Bénin avec ce club (2001, 2002, 2003, 2005,2007, 2008 et 2009) où il siège membre du directoire de 2010 à 2015.

### PDG de Blue Diamond
Il fonde la maison de production Blue Daimond en 2016 avant d'être nommé à la tête de Harmonies Media Group en 2017,. En 2019, il est élu meilleur producteur de l'année avec son label Blue Diamond décoré au Bénin Showbiz Awards.

## À la tête de la FBHB
Le 25 septembre 2021, Sidikou Karimou est élu président de la fédération béninoise de handball (FBHB) succédant à Antoine Bonou. Il s'investit pour diriger cette fédération pour un mandat de quatre ans soit de 2021 jusqu'en  2025. Sous sa direction, la FBHB organise, en novembre 2023, un séminaire de formation à des journalistes sportifs et consultants sur les commentaires de match et le traitement des informations relatives au handball.
En tant que président, il conclut, en juin 2024, un partenariat avec le HBC Nantes pour la création à Cotonou d’une académie copilotée par le HBC Nantes et la FBHB.

## Distinctions
En 2024: sélectionné pour être consacré ambassadeur africain de solutions au Maroc à la deuxième  édition de Semaine de l'Afrique des Solutions, ; distingué ''Meilleure Personnalité Sportive 2023'' au Bénin  en janvier 2024.
En 2019: Meilleur producteur de l'année au Bénin Showbiz Awards.